# Länderübergreifender Raumordnungsplan für den Hochwasserschutz
Der Länderübergreifende Raumordnungsplan für den Hochwasserschutz legt die Ziele und Grundsätze der Raumordnung des länderübergreifenden Hochwasserschutzes im Bundesgebiet Deutschlands fest. Er wurde als Anlage zur Verordnung über die Raumordnung im Bund für einen länderübergreifenden Hochwasserschutz vom 19. August 2021 (BGBl. I S. 3712) veröffentlicht.
Der Plan zählt 14 Ziele auf, die mit „(Z)“ gekennzeichnet sind. Diese Ziele umfassen die Prüfung von Risiken, das Freihalten von Räumen, z. B. zur Verstärkung von Flutanlagen, das Erhalten von  Bodeneigenschaften. Ferner besteht das Ziel, kritische Infrastrukturen nicht in Überschwemmungsgebieten zu planen oder zu genehmigen.
Der Plan zählt 28 Grundsätze auf, die mit „(G)“ gekennzeichnet sind. Nach diesen Grundsätzen werden z. B. Erkenntnisse aus vergangenen extremen Hochwasserereignissen zugrunde gelegt (I.1.2) oder hochwasserminimierende Aspekte berücksichtigt (II.1.1).